# Ďábel ve zvonici
Ďábel ve zvonici (v anglickém originále „The Devil in the Belfry“) je krátká satirická povídka amerického spisovatele a literárního teoretika Edgara Allana Poea z roku 1839.
Satira vyprávěná fiktivním dějepiscem pranýřuje odmítání změn, jež mohou být prospěšné a ustrnulost s rigiditou vedoucí k degeneraci. Na postavu přivandrovalce je možno nahlížet jako na prvek chaosu ohrožující zaběhnutý systém. V kontextu povídky je potížistou, jenž nabourá tradice poklidného městečka. Pakliže se Poe vysmívá komickým městským tradicím, lze v nově příchozím spatřovat sílu změny a originality působící na stagnující prostředí.

## Příběh
V holandském městysu Vondervotteimittiss (slovní hříčka na anglickou větu „Wonder-what-time-it-is“) žijí spokojení obyvatelé, kteří nemají rádi změnu. Nenajde se pamětník, jenž by pamatoval byť sebenepatrnější změnu čehokoli v obci. Vždyť i zmínka o možnosti něčeho takového bývá považována za urážku.
Městys je dokonale souměrný, v malém kruhovém údolí obklopeném mírnými vršky lemuje 60 domků centrální radniční věž s hodinami. Před každým domkem je zahrádka se zelím a slunečními hodinami. Hospodyňky vaří zelí, chlapci pokuřují dýmku a škádlí zvířata a pánové domácí sedí v koženém ušáku taktéž bafajíce ze zdobené dýmky a sledujíce hodiny na věži.
Rada městyse se během pobytu dějepisce sešla několikrát a ustanovila tři důležité zásady:
- je nesprávné cokoli měnit na dosavadním dobrém pořádku
- cokoli mimo obvod Vondervotteimittissu je nepřípustné
- obyvatelstvo se bude držet svých hodin a zelí

Nejváženějším mužem ve městě je zvoník, který nemá žádnou práci, neboť hodiny fungují bez sebemenší poruchy odnepaměti.
Jednoho dne se objeví ve městě přivandrovalec, který má ve výrazu tváře cosi přidrzlého. Před polednem vtrhne do věže a začne houslemi bušit do zvoníka. Vzápětí se ozve zvon a veškerá populace městečka začne odříkávat počet úderů společně s odbíjením hodin. Ale stane se něco nevídaného, místo dvanácti hodin je odbito třináct a nastává chaos. Hoši mají už hodinu hlad, pantátové hodinu vykouřenou dýmku a panímámy převařené zelí. A nový příchozí sedí na zvoníkovi, v zubech provaz od zvonu a falešně hraje na housle známou irskou písničku o Juddym a Paddym.
Dějepisec je znechucen zmatkem a vzdaluje se z městečka.

## Inspirace
- povídka inspirovala francouzského skladatele Clauda Debussyho k napsání krátké jednoaktové opery „Le diable dans le beffroi“ [1]. Pracoval na ní během let 1908-1914 společně s další jednoaktovou operou „La chute de la maison Usher“ [2] vycházející z povídky Zánik domu Usherů, obě opery však zůstaly nedokončené. Debussy se vyjádřil, že chtěl vytvořit „šťastné spojení reálna a fantazie“. Jeho verze ďábla, jak tvrdí, „skoncovala s ideou ďábla jako ducha zla. Je totiž duchem rozporu.“ Postava ďábla neměla mluvit ani zpívat, ale pouze hvízdat.[3]

## Česká vydání
Česky vyšla povídka v následujících sbírkách:
- Jáma a kyvadlo a jiné povídky (Odeon 1975, 1978, 1987, 1988 a Levné knihy KMa 2002 [4])
- Na slovíčko s mumií: Grotesky a jiné směšné příběhy (Hynek s.r.o., 1999)
- Pád do Maelströmu a jiné povídky, (Argo, 2007, ISBN 978-80-7203-939-5, překlad Josef Schwarz a Ladislav Šenkyřík, vázaná, 248 stran, autor obálky: Alén Diviš)
- Předčasný pohřeb a jiné povídky (Mladá fronta, 1970)